# Бриџтон (Мисури)
Бриџтон (енгл. Bridgeton) град је у америчкој савезној држави Мисури.

## Демографија
По попису из 2010. године број становника је 11.550, што је 4 (-25,7%) становника мање него 2000. године.
| Група             | 2000.          | 2010.         |
| Белци             | 13.211 (85,0%) | 8.130 (70,4%) |
| Афроамериканци    | 1.408 (9,1%)   | 2.162 (18,7%) |
| Азијати           | 353 (2,3%)     | 288 (2,5%)    |
| Хиспаноамериканци | 345 (2,2%)     | 743 (6,4%)    |
| Укупно            | 15.550         | 11.550        |